# Distrikt Cochas (Concepción)
Der Distrikt Cochas liegt in der Provinz Concepción in der Region Junín in Zentral-Peru. Der Distrikt wurde am 9. Januar 1956 gegründet. Er hat eine Fläche von 108 km². Beim Zensus 2017 wurden 2011 Einwohner gezählt. Im Jahr 1993 lag die Einwohnerzahl bei 3038, im Jahr 2007 bei 2227. Sitz der Distriktverwaltung ist die 3200 m hoch gelegene Ortschaft Cochas mit 399 Einwohnern (Stand 2017). Cochas befindet sich etwa 37 km nordöstlich der Provinzhauptstadt Concepción.

## Geographische Lage
Der Distrikt Cochas liegt in der peruanischen Zentralkordillere im Nordosten der Provinz Concepción. Der Río Tulumayo, rechter Quellfluss des Río Chanchamayo, fließt entlang der südöstlichen Distriktgrenze nach Norden. Der Westen des Distrikts wird von dessen linken Nebenfluss Río Macon nach Norden entwässert.
Der Distrikt Cochas grenzt im Süden und im Südwesten an den Distrikt Comas, im Nordwesten an den Distrikt Monobamba (Provinz Jauja) sowie im Nordosten an den Distrikt Mariscal Castilla.

## Ortschaften
Im Distrikt gibt es neben dem Hauptort folgende größere Ortschaften:
- Andas (581 Einwohner)
- Macon (341 Einwohner)
- Parco (213 Einwohner)